# 프리드먼가 사람들 포착하기
프리드먼가 사람들 포착하기(Capturing The Friedmans)는 미국에서 제작된 앤드류 재러키 감독의 2003년 다큐멘터리 영화이다. 아놀드 프리드먼 등이 주연으로 출연하였고 앤드류 재러키 등이 제작에 참여하였다.

## 출연

### 주연
- 아놀드 프리드먼
- 일레인 프리드먼
- 데이비드 프리드먼
- 세드 프리드먼

### 조연
- 제스 프리드먼
- 존 맥더못

## 제작진
- 공동제작: 리처드 행킨
- 라인프로듀서: 피터 보브
- 협력프로듀서: 제니퍼 로겐